# Pedara
Pedara település Olaszországban, Szicília régióban, Catania megyében. Lakosainak száma 15 058 fő (2023. január 1.). Pedara Mascalucia, Nicolosi, Trecastagni, Tremestieri Etneo, Zafferana Etnea és San Giovanni la Punta községekkel határos.

## Népesség
A település lakossága az elmúlt években az alábbi módon változott:
| Lakosok száma | 14 371 | 14 613 | 15 058 |
|               | 2017   | 2018   | 2023   |